# 白川英樹
白川 英樹（しらかわ ひでき、1936年（昭和11年）8月20日 - ）は、日本の化学者。学位は、工学博士（東京工業大学）。筑波大学名誉教授。日本学士院会員。「導電性高分子の発見と発展」により、ノーベル化学賞受賞。文化功労者。文化勲章。

## 来歴・人物

### 幼少期〜少年時代
1936年、東京府淀橋区（現・東京都新宿区）に生まれる。父は陸軍で軍医をしており、兄、姉、弟、妹がそれぞれ1人ずついる5人兄弟の真ん中だった。なお、白川の祖父と高橋尚子の大祖母は兄妹であり、高橋ははとこ姪（二従姪）に当たる。
父の仕事で3-4歳の頃に台湾に渡った後、母の実家がある岐阜県高山に短期間住んで幼稚園に通っていた。幼稚園の途中で再び父の仕事で満州に引越し、遼陽、鞍山、湯崗子の各地に住んでいる。在満国民学校の3年生だった1944年に家族と共に朝鮮半島経由で帰国し、高山に戻った。
自然豊かな高山で昆虫採集を趣味とし、高校では真空管ラジオの製作や草花にも興味を持ったという。このため、化学か電気工学、農芸化学などを大学で学ぼうと考えた。一方で勉強した後にどのような職業に就くかはあまり考えていなかったという。なお、中学の卒業文集に「将来はプラスチックの研究をしたい」という作文を書いており、後年のノーベル化学賞受賞時に広く報じられた。プラスチックに興味はあったが、作文として書きやすい対象だっただけで、他の分野への興味も強かったという。

### 東工大学生時代
2浪の末1957年に東京工業大学に入学し、山歩きが趣味であることから山岳部とワンダーフォーゲル部、そして興味のあったエスペラント部に入部した。ワンゲルは山岳部と大差ないことから1ヶ月ほどで参加しなくなり、エスペラント部も英語の勉強に力を入れ出した2年生頃から足が遠のき、山岳部だけは大学院まで活動を続けたという。
学業面では、東工大に入学したこともあってポリマーを研究したいと考え、化学工学の学科を選んだ。3年生の1月に卒業研究の配属が決まり、志望した合成の研究室は人気が高く、くじ引きで落選したため高分子物性の研究室に配属された。当時は修士を採用する企業が増加しており、進路についてはあまり具体的に考えず大学院に進学したという。
指導教授だった金丸競が翌年に定年退官を控えて修士課程2年間の指導ができないこともあり、もともと希望していた合成の研究を行っている神原周の研究室に移籍した。講座にいる3人の助手のうち1人が手がけていたテーマから派生した研究に取り組んだ。博士後期課程2年のころは、企業に就職することはもう無理だというプレッシャーを感じて将来に対する不安があったという。1966年に「共重合体のブロック鎖に関する研究」で工学博士を取得している。

### 東工大助手時代
博士課程修了後、資源化学研究所（現：化学生命科学研究所）の池田朔次の講座の助手となった。ここで 14C を用いて、チーグラー・ナッタ触媒によるポリアセチレンの重合の仕組みについて研究を始めた。
一方、韓国原子力研究所から研究員として池田研に来ていた邊衡直がポリアセチレンの重合を経験したいと希望したためレシピを渡したところ、触媒の濃度を「m」の文字に気づかず1000倍にするという失敗をしたため粉末がうまくできずにビーカーの溶液表面に膨潤したボロボロの膜が出来ていた。調べるとポリアセチレンの薄膜である可能性が高いと分かり、触媒の濃度を間違えた可能性があると考えた白川は濃度をどんどん濃くして合成を行った。その結果、一定以上の濃度できれいな薄膜が得られ、特にガラスの表面で重合させると良いということが数日で判明した。溶媒濃度を大幅に高めたため、触媒溶液の表面でアセチレンの重合反応が急速に進み、薄膜ができるという機構だった。得られた薄膜を赤外分光法により分析したところ、ジュリオ・ナッタが以前に報告していたトランス型の構造よりも吸収帯の数が多いという結果が得られた。
この原因を調べるために因子群解析や行列法で計算した結果、まずシス型が出来てからトランス型に異性化しており、三重結合がシス型に開いてシス型ポリアセチレンが合成されることが明らかになった。この結果について高分子学会の英文誌に赤外分光の論文を書き、さらにラマン分光法で分析したところ、膜厚が非常に薄いため吸収スペクトルと電子スペクトルを測定することができた。その結果から共役数が非常に大きいことも分かり、これに関する論文も高分子学会の『Polymer Journal』に掲載されている。なお、これらの論文の掲載にあたっては査読の通過まで時間がかかり、掲載後の反響もほとんどなかったという。
構造などが分かって重合機構を明らかにしたことで1969年までには当初のテーマを達成できたため、その後は導電性高分子から離れて環境に関する研究を行った。一方で、ポリアセチレンの水素を置換することでカルビンを合成できるのではないかとの期待から、塩素や臭素で水素を置換した後に水酸化ナトリウムやアンモニアなどの塩基でそれを取り除く、という実験も行った。反応後に試料の元素分析を行うと98%が炭素となっていたが、カルビンではなくアモルファス炭素になっていることが明らかになった。高温処理によるグラファイト化も試みたが成功せず、ポリアセチレン由来のアモルファス炭素は難黒鉛化炭素であることが分かった。
ポリアセチレンに関する最後の試験として、塩素を加えた時にどのように反応が起きるのか調べたところ、わずかな反応で薄膜が黒くなり、電子状態が大きく変わって分子の振動による吸収が起きていると考えられた。この時に赤外線を透過しなくなることが、ポリアセチレンの薄膜化に匹敵するほど印象に残っていたという。なお、後に炭素に正の電荷が付与されて赤外活性になるということが分かったが、ドーピングによってそのような現象が起きていることは当時は分からなかった。

### マクダイアミッド&ヒーガーとの共同研究
1975年にアラン・マクダイアミッドが資源研を訪れた際、SXNX の金色の結晶を持参していたことから、白川の合成していた銀色のポリアセチレン薄膜との相関性を感じた山本明夫に紹介を受けた。マクダイアミッドはこの薄膜に非常に興味を示し、その場で共同研究を提案してきたという。
1976年にペンシルベニア大学のマクダイアミッドの研究室の博士研究員となり、同年9月のレイバー・デー明けから当地での研究を始めた。ポリアセチレンの電気伝導性を高めるためにハロゲンへのドープを行うことにした。同年11月23日に,測定用の端子を付けたポリアセチレンをアルゴンガスを満たした三角フラスコ内に入れ、ハロゲンの一種である臭素を注射器で滴下したところ、わずか1滴で4-5桁も試料の電気抵抗が下がり、最終的に電気抵抗は1,000万分の1まで減少してマクダイアミッドやヒーガーも交えて大騒ぎとなった。数日間の追試により、金属-絶縁体転移が起きるこの現象の再現性が確認され、さらに二重結合に付加反応を起こさないヨウ素の方がさらに効果的であることが分かった。
この発見に関する第一報を『Chemical Communications』に出し、さらに化学系のマクダイアミッドが『Journal of the American Chemical Society』、物理系のヒーガーが『Physical Review Letters』にそれぞれ論文を投稿することを協議により決めた。しかしChemical Communications以外の投稿は査読の段階で現象自体に疑問を持たれ、すぐには受諾されなかったという。
このため、1977年6月にニューヨークで開催される低次元物質の合成と物性に関する国際学会において、デモンストレーションの実験を行うことをマクダイアミッドが提案した。日本の学会ではやらないような子供じみた取り組みだと感じられ、また実験面でもテフロン製のストップコックから空気が漏れてハロゲンの拡散を阻害してドープが進みにくくなるという懸念もあって、白川は当初これに反対した。結局、蒸気圧を高めるために臭化ヨウ素のようなハロゲン間化合物を用い、さらにドーパントの容器を温めるために湯を準備するなどの対策を行って公開実験を行い、ポリアセチレンの電気抵抗が低下した際に豆電球が点灯させることに成功した。聴衆の化学者らに大きな驚きを与えたという。
ヒーガーの論文は同年10月にPhysical Review Letters、マクダイアミッドの論文は1978年2月にJournal of American Chemical Societyにそれぞれ掲載されている。

### 筑波大学時代
1979年11月、筑波大学の物質工学系の助教授に着任した。応用志向に研究テーマを変えていく研究者が多い中で、ポリアセチレンに関する基礎研究を中心に置き続けた力量が高く評価されている。1982年に教授に昇進した。1984年には日立製作所との共同研究で、液晶の配向を利用して繊維の方向を揃えたポリアセチレンを作製し、従来のものよりも導電性を高めることに成功した。学生や若手研究者に対しても柔軟に接し、一緒に研究を進めやすかったといわれる。高校生を対象にした一日体験教室では、わざわざテキストを作成して授業に臨むなど、教育への関心も高かった。
1991年6月にスウェーデンのルレオで開催された導電性高分子に関するノーベルシンポジウムに招かれ、約40名の出席者で1週間にわたる討論を行った。この時に、もしも同分野からノーベル賞を受賞する人物がいるならばヒーガー、マクダイアミッド、白川の3人だ、という合意が出席者間でなされた。1997年にはネマティック液晶を利用して繊維をねじったヘリカルポリアセチレンを合成し、電磁応答の発現が期待された。学務面では、1994年から第三学群長を3年間務めている。

### 大学定年退官後

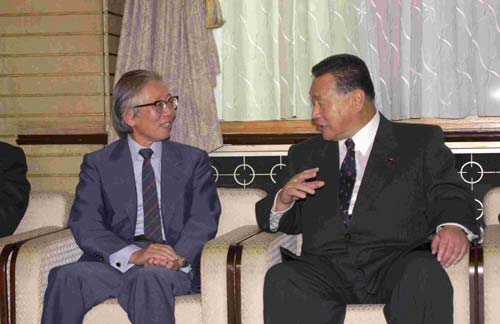
2000年10月18日、総理大臣官邸にて内閣総理大臣森喜朗（右）と

2000年3月に筑波大学を定年退官した。10月10日に新聞社から最初の問い合わせがあり、その後10月18日にノーベル財団から正式な連絡を受けてヒーガー、マクダイアミッドと共にノーベル化学賞を受賞した。なお、日本では旧帝国大学以外の出身者として初のノーベル賞受賞者となった。12月8日にストックホルム大学で受賞記念講演を行っている。また、これに合わせて文化勲章を受章した。
同年11月29日には、翌年創設される総合科学技術会議の有識者議員に内定した。研究領域の重複などについて省庁間の調整がほとんど存在しない実態を知り、衝撃を受けたという。在任中は科学技術関係事業の予算に優先順位をつけ、担当者からの不満にも厳正に対処した。なお、科学予算の制度としては少額ながら自由な裁量で使える校費を、セレンディピティ的な発見があった時に有効だとして評価している。なお、2001年には事前の連絡がないまま新潟大学の学長に推薦され、自身は固辞したが推薦を取り消す規定がなく、決選投票に進み5名中3位となっている。

## 略歴
- 1949年 - 高山市立南小学校卒業

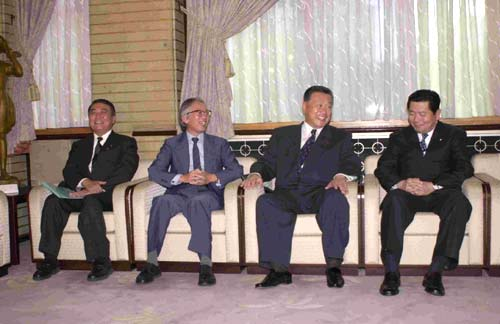
2000年10月18日、総理大臣官邸にて文部大臣大島理森（左端）、内閣総理大臣森喜朗（右から2人目）、内閣官房長官中川秀直（右端）と

- 1952年 - 高山市立第二中学校（現・松倉中学校）卒業
- 1955年 - 岐阜県立高山高等学校卒業
- 1961年 - 東京工業大学理工学部化学工学科（現・物質理工学院応用化学系）卒業
- 1966年 - 同大学大学院理工学部研究科化学工学専攻科博士課程修了、同大学資源化学研究所（現・化学生命科学研究所）助手
- 1976年 - ペンシルベニア大学博士研究員（- 1977年）
- 1979年 - 筑波大学助教授
- 1982年 - 同大学教授
- 1991年 - 同大学大学院理工学研究科長（- 1993年3月）
- 1994年 - 同大学第三学群長（- 1997年3月）
- 2000年 - 同大学退官
- 2001年 - 日本学士院会員、内閣府総合科学技術会議議員（-2003年3月）

## 栄典

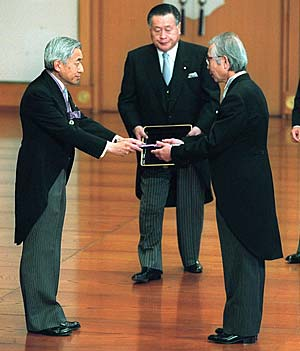
2000年11月3日、皇居にて明仁天皇（手前左）から文化勲章を授与される白川（手前右）

- 2000年
  - 文化功労者
  - 文化勲章

## 受賞歴
- 1983年 - 高分子学会賞
- 2000年 - 高分子化学功績賞、ノーベル化学賞、横浜文化賞学術特別賞
- 2001年 - 日本化学会特別顕彰

## 社会的活動
- 日本ユネスコ国内委員会 - 委員
- ソニー教育財団 - 理事[40]、「科学の泉－子供夢教室」塾長[41]
- 山田科学振興財団 - 評議員[42]
- 平成基礎科学財団 - 評議員

## 著作
（学位論文）
- 『共重合体中のブロック鎖に関する研究』東京工業大学〈博士論文（甲第144号）〉、1966年3月26日。 NAID 500000445792。

（単著）
- 『合成金属-ポリアセチレンからグラファイトまで-』化学同人、1980年。ISBN 9784759806878。
- 『化学に魅せられて』岩波書店〈岩波新書〉、2001a。ISBN 9784004307099。
- 『私の歩んだ道 ノーベル化学賞の発想』朝日新聞社〈朝日選書〉、2001b。ISBN 9784022597700。
- 『セレンディピティーを知っていますか』畑田家住宅活用保存会、2006年。ISBN 9784903247038。

（共著）
- 白川英樹、村上陽一郎『導電性高分子から何がみえるか』三田出版会、1990年。ISBN 9784895830706。
- 白川英樹、大江健三郎『何を学ぶか－作家の信条、科学者の思い－』読売新聞社〈読売ぶっくれっと〉、2004年。ISBN 9784643040081。
- 読売新聞東京本社調査研究本部 編『ノーベル賞受賞者との対話―中高校生の君たちへ』中央公論新社、2005年3月1日。ISBN 978-4120036170。

（監修）
- 白川英樹、（編訳）尾嶋好美『「ロウソクの科学」が教えてくれること』SBクリエイティブ〈サイエンス・アイ新書〉、2018年。ISBN 9784797397482。